# Mentha micrantha
Mentha micrantha là một loài thực vật có hoa trong họ Hoa môi. Loài này được (Fisch. ex Benth.) Heinr.Braun mô tả khoa học đầu tiên năm 1890.